# 侯杲
侯杲（1624年—1675年），字仙蓓，號霓峰，直隸無錫人，清朝政治人物，進士出身。
順治六年（1649年）進士，官至禮部郎中。仿秦松龄“寄畅园”另筑“亦园”，蓄家樂崑班，又建“百尺楼”以表演節目。與萬樹友善。康熙十四年（1675年）卒。有《亦園詩稿》。有子侯文燦。